# Armadillidium naxium
Armadillidium naxium är en kräftdjursart som beskrevs av Karl Wilhelm Verhoeff 1901. Armadillidium naxium ingår i släktet Armadillidium och familjen klotgråsuggor. Inga underarter finns listade i Catalogue of Life.